# La Tempête (Tchaïkovski)
Pour les articles homonymes, voir La Tempête.
La Tempête, fantaisie symphonique d'après Shakespeare en fa mineur (en russe : Буря), op. 18, est une œuvre de Piotr Ilitch Tchaïkovski composée entre août et octobre 1873. Elle est créée avec grand succès la même année, le 19 décembre, à Moscou.

## Argument
« La mer. Ariel, l'esprit des airs qui déchaînera la tempête sur l'ordre du magicien Prospero. Naufrage du navire à bord duquel se trouve Fernando. L'île enchantée. Premiers élans d'amour timides entre Miranda et Fernando. Ariel et Caliban. Les amants s'abandonnent à l'enchantement triomphant de la passion. Prospero se défait de son pouvoir magique et quitte l'île. »

## Orchestration
| Instrumentation de La Tempête                                                   |
| Bois                                                                            |
| 1 piccolo, 2 flûtes, 2 hautbois, 2 clarinettes (en si bémol), 2 bassons         |
| Cuivres                                                                         |
| 4 cors (en fa), 2 trompettes (en fa), 3 trombones (2 ténors et 1 basse), 1 tuba |
| Percussions                                                                     |
| timbales, cymbales, grosse caisse                                               |
| Cordes                                                                          |
| premiers violons, seconds violons, altos, violoncelles, contrebasses            |

## Analyse
Shakespeare avait déjà inspiré Tchaïkovski, comme beaucoup des compositeurs romantiques, avec son ouverture fantaisie Roméo et Juliette de 1869-1870, et il y reviendra encore avec Hamlet (1888). Il n'est pas étonnant que le compositeur, après avoir demandé en 1872 au mentor littéraire du Groupe des Cinq, le critique et journaliste Vladimir Stassov (1824-1906), de lui proposer plusieurs sujets possibles, qu'il ait finalement de nouveau choisi une pièce de Shakespeare.
La Tempête ressemble d'ailleurs beaucoup par sa structure à la première œuvre shakespearienne de Tchaïkovski, mais également par la force de son thème de l'amour, qui se mêle aux éléments. L'évocation de la mer et de la tempête est aussi particulièrement frappante, peut-être marquée par l'influence du Sadko de Rimski-Korsakov (non son opéra de 1896, mais sa pièce orchestrale composée en 1867). Tchaïkovski avait placé en exergue un texte résumant tant les épisodes de sa composition que la pièce :

### Sources
- Sigrid Neef, livret du disque Tchaikovsky : Manfred, Romeo and Juliet... dirigé par Evgueni Svetlanov (Melodiya 74321 34164 2)